# Santa Fe (eiland)
Santa Fe (ook wel Barrington Island) is een van de kleinere Galapagoseilanden; het ligt in het ten zuidoosten van Santa Cruz. Het is 24 km² groot en vrij vlak. Het is onbewoond; er is een locatie, Barrington Bay in het noordoosten, waar toeristen aan land mogen en er zijn drie plaatsen waar duikers terechtkunnen. Het eiland is dicht begroeid met grote schijfcactussen. Sinds de jaren 1970 wordt er onderzoek gedaan aan de populatie zeeleguanen. Verder komen er verschillende endemische diersoorten voor zoals een leguaan en een knaagdier.

## Nadere beschrijving
Geologisch is het eiland mogelijk 3,9 miljoen jaar oud. De reuzenschildpadden die op dit eiland voorkwamen zijn uitgestorven. Uit analyses van botresten bleek dat de reuzenschildpad van dit eiland endemisch was. Er verblijven verschillende endemische diersoorten, die nergens anders ter wereld voorkomen. Voorbeelden zijn de galapagoslandIeguaan Conolophus pallidus en een ondersoort (Aegialomys galapagoensis bauri) van het ratachtige knaagdier Aegialomys galapagoensis. Ook de bladvingergekko Phyllodactylus barringtonensis komt alleen op dit eiland voor en is er zelfs naar vernoemd.
Een voortdurende zorg voor dit eiland is het voorkomen van introducties met invasieve soorten zoals de zwarte rat die een bedreiging vormt voor de inheemse rijstrat. In het verleden was er overbegrazing door verwilderde geiten (Capra hircus) van de vegetatie. Tussen 1964 en 1974 zijn er 3000 afgeschoten. Een andere potentiële bedreiging was een mierensoort genaamd dwergvuurmier (Wasmannia auropunctata). Tweemaal werd dit insect aangetroffen, laatst in 1988 en beide keren is het gelukt de populatie uit te roeien.
De galápagoszeeleeuwen en zeevogels vormen de voornaamste attractie voor bezoekers van Barrington Bay en omgeving.